# Apostolische Präfektur Schleswig-Holstein
Die Apostolische Präfektur Schleswig-Holstein wurde als Folge der Eingliederung des vormals dänischen Schleswig-Holstein ins Königreich Preußen am 29. Juli 1868 errichtet. Der nach der Reformation wenigen verbliebenen, einwandernden oder konvertierten Katholiken in Holstein und Schleswig hatte sich ab 1667 das Apostolische Vikariat der Nordischen Missionen angenommen, das ganz Skandinavien und weite Teile Norddeutschlands umfasste. 1709 wurde das Vikariat um die meisten seiner südelbischen Gebiete verkleinert und firmierte fortan als Apostolisches Vikariat des Nordens, aus dem das Gebiet der Apostolischen Präfektur Schleswig-Holstein 1868 ausgegliedert wurde.
Sie umfasste die preußische Provinz Schleswig-Holstein und unterstand unmittelbar dem Apostolischen Stuhl. Wie auch die übrigen deutschen Apostolischen Vikariate besaß sie keinen eigenen Amtsinhaber, sondern war stets einem Diözesanbischof zugeordnet, der den Rang eines Apostolischen Administrators innehatte. So war der Apostolische Administrator der Apostolischen Präfektur Schleswig-Holstein stets der Bischof von Osnabrück.
Ab 1920 unterstanden die katholischen Kirchengemeinden in Nordschleswig dem Apostolischen Vikariat Dänemark, das am 29. April 1953 zum katholischen Bistum Kopenhagen erhoben wurde. In Holstein und Südschleswig bestand die Präfektur Schleswig-Holstein fort, bis ihr Gebiet am 1. September 1930 demjenigen des Bistums Osnabrück einverleibt wurde. 1994 trat Osnabrück dieses zugewonnene Diözesangebiet ans neu gegründete Erzbistum Hamburg ab.